# Saint-Aubert (Québec)
Pour les articles homonymes, voir Saint-Aubert et Aubert.
Saint-Aubert est une municipalité canadienne du Québec située dans la municipalité régionale de comté de L'Islet et la région administrative de Chaudière-Appalaches.

## Histoire
C'est en 1857 que la municipalité de Saint-Aubert est formée à partir de la partie sud-est de la paroisse de Saint-Jean-Port-Joli, un an après la fondation de la paroisse de Saint-Aubert. Bien que le nom de la municipalité rappelle Saint Aubert, évêque d'Avranches en France et fondateur de la chapelle qui devait devenir l'Abbaye du Mont-Saint-Michel, ce nom rendait en fait hommage à Philippe-Joseph Aubert de Gaspé (1786-1871), seigneur de Saint-Jean-Port-Joli et auteur, et à sa famille, dont la vie fut intimement liée à la région. La route Elgin (maintenant la route 204), ouverte officiellement en 1856 afin de relier Saint-Jean-Port-Joli et la frontière américaine, permettra la colonisation de toute la Côte-du-sud et en particulier de Saint-Aubert.
La vocation de villégiature du village prend forme dès 1904, alors qu'un camp de pêche est fondé sur les berges du Lac Trois-Saumon, le camp Marie-Joseph, par le Club de pêche Notre-Dame-de-Bonsecours. Les eaux poissonneuses et la présence de truite en quantité attire en effet les familles de notables de la région de L'Islet.

### Chronologie
- 1er juillet 1857 : Érection de la municipalité de St. Aubert.
- 15 mars 1969 : La municipalité change de nom pour Saint-Aubert.

## Géographie
« ... Étonnante vasque taillée dans la blancheur du quartz... »

— Description du Lac Trois-Saumons par le Frère Marie-Victorin
.
Saint-Aubert est située entre Saint-Jean-Port-Joli et Saint-Damase-de-L'Islet, dans le secteur de la Côte-du-Sud de Chaudière-Appalaches sur la rive-sud de l'estuaire moyen du Saint-Laurent, à une centaine de kilomètres de Québec. Saint-Aubert présente un paysage formé de plateaux et de collines. On y retrouve une partie des monts Notre-Dame (un massif des Appalaches). Le lac Trois-Saumons est la source de la rivière Trois Saumons qui coule du sud vers le nord et conflue avec la rivière Trois Saumons Est venant de l'est. La Rivière Port Joli traverse le nord de la municipalité et le Bras de Riche le sud en direction ouest.

## Démographie
| 1996  | 2001  | 2006  | 2011  | 2016  | 2021  |
| ----- | ----- | ----- | ----- | ----- | ----- |
| 1 343 | 1 365 | 1 468 | 1 409 | 1 474 | 1 474 |

## Administration
Les élections municipales se font en bloc pour le maire et les six conseillers.
| Saint-Aubert Maires depuis 2002                                                                                      |                    |         |          |
| Élection | Maire              | Qualité | Résultat |
| 2002 | Daniel St-Pierre   |         | Voir     |
| 2005 | Germain Robichaud  |         | Voir     |
| 2009 | Germain Robichaud  | Voir    |          |
| 2013 | Yvon Fournier      |         | Voir     |
| 2016 | Ghislain Deschênes |         | Voir     |
| 2017 | Ghislain Deschênes | Voir    |          |
| 2021 | Ghislain Deschênes | Voir    |          |
| Élection partielle en italique Depuis 2005, les élections sont simultanées dans toutes les municipalités québécoises |                    |         |          |

## Activité économique
Les activités principales sont l'agriculture et l'acériculture. En 2006, selon Statistique Canada, la superficie totale des fermes à Saint-Aubert s’établissait à 3 923 hectares. On retrouvait entre autres : 54 exploitations dont 33 en production acéricole et autres, dix en production bovines et trois dans la production porcine.
L’industrie manufacturière de Saint-Aubert repose essentiellement sur la transformation de la ressource forestière. Ainsi, on retrouve sur le territoire de la municipalité, une scierie et des usines de fabrication de meubles et d’armoires de cuisine. Enfin, une entreprise de la municipalité est spécialisée dans le coulage d’aluminium et de bronze. On y retrouve au total une douzaine d’entreprises.
À Saint-Aubert, en 2008, selon l’Inspecteur général des institutions financières et des compilations réalisées par le CLD de la MRC de L’Islet, on y retrouvait environ 53 commerces et services dont 18 dans les services personnels et entrepreneurs, huit dans le transport, quatre dans le commerce de détail et quatre dans la restauration et l’hébergement.
La villégiature est également une activité importante. En effet, on retrouve environ 400 chalets sur le territoire de la municipalité dont la majorité est située au Lac Trois-Saumons. De plus, au niveau des activités récréotouristiques, le camp Trois-Saumons fondé en 1947, accueille différentes clientèles de jeunes en provenance de tout le Québec.